# Dyskografia Uncle Tupelo
Artykuł przedstawia dyskografię zespołu Uncle Tupelo.

## Albumy studyjne
| Rok  | Tytuł | Uwagi |
| ---- | --- | --- |
| 1990 | No Depression - Wytwórnia: Rockville Records (ROCK-6050-2/1/4) - Wydany: 21 czerwca 1990 - Format: CD (-2), cassette (-4)   | - Tytuł albumu stał się przydomkiem country alternatywnego. - No Depression to także tytuł magazynu traktującego o muzyce country - Reedycja albumu miała miejsce 15 kwietnia 2003 jedynie w formacie CD (Legacy Recordings) wraz z sześcioma utworami bonusowymi. |
| 1991 | Still Feel Gone - Wytwórnia: Rockville Records (ROCK-6070-2/4) - Wydany: 17 września 1991 - Format: CD (-2), kaseta (-4)    | - Reedycja albumu miała miejsce 15 kwietnia 2003 jedynie w formacie CD (Legacy Recordings) wraz z pięcioma utworami bonusowymi. |
| 1992 | March 16-20, 1992 - Wytwórnia: Rockville Records (ROCK-6090-2/4) - Wydany: 3 sierpnia 1992 - Format: CD (-2), cassette (-4) | - Reedycja albumu miała miejsce 15 kwietnia 2003 jedynie w formacie CD (Legacy Recordings) wraz z pięcioma utworami bonusowymi. |
| 1993 | Anodyne - Wytwórnia: Sire Records (9 45424-2/4) - Wydany: 5 października 1993 - Format: CD (-2), kaseta (-4)                | - Wydany ponownie (reedycja) 11 marca 2003 w formacie CD (Rhino Records) wraz z pięcioma utworami bonusowymi. |

## Kompilacje
| Rok  | Tytuł                                                                                           | Uwagi                                                                                               |
| ---- | ----------------------------------------------------------------------------------------------- | --------------------------------------------------------------------------------------------------- |
| 1992 | Still Feel Gone & March 16-20, 1992 - Wytwórnia: Dutch East India (6110-1)                      | - Tylko winyl; dwa albumy zostały zapakowane i wydane razem wraz z alternatywnymi wersjami okładek. |
| 2002 | 89/93: An Anthology - Wytwórnia: Columbia (62223)/Sony Music (5076122) - Wydany: March 19, 2002 | - Kompilacja zawierająca trzy niewydane wcześniej utwory.                                           |

## Dema
- Wszystkie nagrania demo zostały wydane niezależnie na kasecie magnetofonowej.

| Rok  | Tytuł                     | Uwagi                                               |
| ---- | ------------------------- | --------------------------------------------------- |
| 1987 | Colorblind & Rhymeless    |                                                     |
| 1988 | Live and Otherwise        | - Nagrane na żywo w Blue Note w Columbii, Missouri. |
| 1989 | Not Forever, Just for Now |                                                     |

## Single
| Rok  | Strona A                                                                                   | Strona B                                                                                                   | Uwagi                                                                          |
| ---- | ------------------------------------------------------------------------------------------ | --- | ------------------------------------------------------------------------------ |
| 1990 | "I Got Drunk" - Wytwórnia: Rockville Records (ROCK6055-7)                                  | "Sin City"                                                                                                 |                                                                                |
| 1991 | "Gun" - Wytwórnia: Rockville Records (ROCK6069-7)                                          | "I Wanna Destroy You"                                                                                      |                                                                                |
| 1991 | "Gun"/"I Wanna Destroy You"/"Still Be Around"' - Wytwórnia: Rockville Records (ROCK6069-4) | | - potrójna strona A. - Wersja kasetowa singla "Gun".                           |
| 1992 | "Sauget Wind" - Wytwórnia: Rockville Records (ROCK6089-7)                                  | "Looking for a Way Out (live)" "Take My Word"                                                              |                                                                                |
| 1993 | "The Long Cut" - Wytwórnia: Sire Records                                                   | "We've Been Had (live)" "Truck Drivin' Man (live)" "Anodyne (live)" "Suzie Q (live)" "Fifteen Keys (live)" | - Na okładce singla napisane jest "The Long Cut + 5 Live" - Singel promocyjny. |